# 루모이군

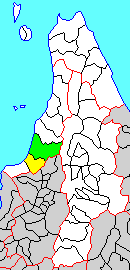
루모이 군의 위치

루모이군(일본어: 留萌郡)은 일본 홋카이도 루모이 지청의 군이다.
인구 2,997명, 면적 627.22km2, 인구밀도 4.78명/km2. (2020년 11월 30일, 주민기본대장 인구)
이하 1정으로 구성된다.
- 오비라정(小平町)

## 역사
에도 시대에 루모이 군역은 서 에조치에 속해, 마쓰마에번에 의해 르르못페 장소가 설치되어 있었다. 에도 시대 후기, 루모이 군역은 국방상의 이유로 천령이 되었다. 1869년 루모이 군이 두어져 홋카이도 데시오국에 속했다.